# Плугар
 Тази статия е за селото от западната страна на Ениджевардаското езеро.  За селото от източната вижте Лудиас (дем Илиджиево).  
Плугар (на гръцки: Λουδίας, Лудиас, до 1926 година Πλούγαρ, Плугар) е историческо село в Гърция, дем Пела, област Централна Македония.

## География
Селото е било разположено в Солунското поле, на западния бряг на пресушеното Ениджевардарско езеро между Врежот (Агиос Лукас) на юг и Кадиново (Галатадес) на север.

## История

### В Османската империя
В XIX век Плугар е село в Ениджевардарска каза на Османската империя. Според статистиката на Васил Кънчов („Македония. Етнография и статистика“) от 1900 година Плугаръ брои 70 жители българи християни и 30 цигани. По данни на секретаря на екзархията Димитър Мишев („La Macédoine et sa Population Chrétienne“) в 1905 година в Плугар (Plougar) има 120 жители българи патриаршисти гъркомани.
На 22 ноември 1909 година гръцкият андартски капитан Гоно Йотов в свой доклад дава отчет за свършената от него работа в Ениджевардарско:
| „ | На 20.05. с цел само да задържа някои, за да им дам напътствия да се върнат в православието, тръгнах за село Янчища. Но не успях да задържа никой, убих един от тези, които се опитаха да избягат. След това отидох в Призна и се занимавах повече с това да сплаша хората или да ги убедя така че, селата от Сланица да се върнат в православната вяра. Имах положителен резултат със селата Балъджа, Кариотица, Призна, Вреж, Плугар, Пласна, Голо село и Власи. | “ |

### В Гърция
След Междусъюзническата война в 1913 година селото попада в Гърция. 
Боривое Милоевич пише в 1921 година („Южна Македония“), че Плугар има 10 къщи славяни християни и 3 къщи цигани мохамедани.
В 1926 година името на селото е сменено на Лудиас - гръцкото име на река Караазмак.
Селото започва да се разпада още преди Балканските войни. След пресушаването на Ениджевардарското езеро в 30-те години част жителите на Плугар се изселват в Кадиново, а част в Пласничево.
| Година    | 1913 | 1920 | 1928 | 1940 | 1951 | 1961 | 1971 | 1981 | 1991 | 2001 | 2011 | 2021 |
| --------- | ---- | ---- | ---- | ---- | ---- | ---- | ---- | ---- | ---- | ---- | ---- | ---- |
| Население | 47   | 28   | 18   |      |      |      |      |      |      |      |      |      |

## Личности
Родени в Плугар
- Гоно Йотов (1880 – 1911), гъркомански андартски капитан